# 신동인
신동인(辛東仁, 1946년 3월 5일 ~ )은 대한민국 기업인이자 前 롯데제과 고문 신병호의 장남, 前 롯데호텔 대표 신동립의 형이며, 롯데제과와 롯데쇼핑 대표이사를 역임하고 前 프로야구 롯데 자이언츠 구단주 대행으로 활동하였다.

## 학력
- 부산공업고등학교 졸업
- 한양대학교 기계학 학사

## 경력
- 1975 롯데건설 기획실 실장
- 1992.01 ~ 1995.02 롯데그룹 기획조정실 상무이사, 롯데제과 이사
- 1995.02 ~ 1998.01 롯데그룹 기획조정실 전무이사
- 1998.02 ~ 1998.04 롯데그룹 기획조정실 총괄담당 부사장
- 1998.04 ~ 2004.03 롯데제과 대표이사 부사장, 롯데쇼핑 대표이사 부사장
- 2002.03 ~ 2004.10 호텔롯데 경영관리본부 사장
- 2004.10 ~ 호텔롯데 국제부문담당 사장
- 2004.03 롯데제과 대표이사 사장
- 2005 ~ 2015.8 롯데 자이언츠 구단주 직무 대행
- 2015 ~ 롯데케미칼 상근 고문

## 수상
- 제29회 관광의 날 금탑산업훈장